# Мадрис, Блай
Блай Джон Мадрис (англ. Bligh John Madris; 29 февраля 1996, Лас-Вегас, Невада) — американский бейсболист, аутфилдер и игрок первой базы клуба Главной лиги бейсбола «Хьюстон Астрос». На студенческом уровне играл за команду университета Колорадо Меса. На драфте Главной лиги бейсбола 2017 года был выбран в девятом раунде. Первый в истории лиги игрок палауского происхождения.

## Биография
Блай Мадрис родился 29 февраля 1996 года в Лас-Вегасе. Один из четырёх детей в семье. По отцовской линии имеет палауские корни. Учился в старшей школе Футхилл в Хендерсоне, играл в составе её бейсбольной команды. Дважды включался в состав сборной звёзд штата, признавался самым ценным игроком регионального турнира. После окончания школы получил спортивную стипендию в университете Колорадо Меса. В 2015 году в её составе Мадрис стал победителем турнира конференции Скалистых гор, его признали лучшим новичком и самым ценным игроком конференции. В сезоне 2017 года в составе университетской команды он провёл 62 игры с показателем отбивания 42,2 % и 17 выбитыми хоум-ранами.
На драфте Главной лиги бейсбола 2017 года Мадрис был выбран клубом «Питтсбург Пайрэтс» в девятом раунде. После подписания контракта его отправили в команду «Вест Виргиния Блэк Беарс», где до конца сезона он отбивал с результатом 27,0 %, четырьмя хоум-ранами и 22 экстра-бейс-хитами. В 2018 году его перевели сразу на два уровня выше, в «Брейдентон Мародерс» из Лиги штата Флорида. Там эффективность Мадриса снизилась, но он проявил себя как отличный защитник, допустив всего две ошибки на позиции правого аутфилдера. Схожим образом он провёл сезон 2019 года, выступая на уровне AA за «Алтуну Керв». В 2020 году турнир в младших лигах был отменён из-за пандемии COVID-19 и он не принимал участия в официальных матчах. В сезоне 2021 года Мадрис продвинулся в фарм-системе клуба до уровня AAA, на котором выступал в составе «Индианаполис Индианс». Он провёл за команду 104 игры с показателем отбивания 27,2 %.
Благодаря успешному выступлению весной 2022 года его пригласили на сборы с основным составом «Пайрэтс». Мадрис рассматривался как один из претендентов на место четвёртого аутфилдера команды, но перед стартом регулярного чемпионата его отправили в «Индианс». С апреля по июнь он принял участие в 46 матчах, отбивая с показателем 30,4 %. В конце июня его вызвали в «Пайрэтс», он стал первым в истории игроком палауского происхождения, сыгравшим в Главной лиге бейсбола. Мадрис выходил на поле в 39 играх чемпионата, заработав показатель отбивания 17,7 % с 20 выбитыми хитами и одним хоум-раном. В сентябре 2022 года «Пайрэтс» выставили его на драфт отказов, после чего он перешёл в «Тампу». В декабре клуб отказался от него. С драфта отказов его забрали «Детройт Тайгерс», в январе 2023 года Мадриса обменяли в «Хьюстон Астрос».